# Schizophyllum cavannae
Schizophyllum cavannae är en mångfotingart som beskrevs av Augusto Napoleone Berlese. Schizophyllum cavannae ingår i släktet Schizophyllum och familjen kejsardubbelfotingar. Inga underarter finns listade i Catalogue of Life.